# آلن فرشت
آلن روی فرشت (انگلیسی: Alan Roy Fersht؛ زادهٔ ۲۱ آوریل ۱۹۴۳) یک شیمی‌دان اهل بریتانیا بود. پژوهش‌های او در زمینه تاشدگی پروتئین، پی۵۳ و سرطان متمرکز بود.
وی همچنین برنده جوایزی همچون مدال پادشاهی (۲۰۰۸) و مدال کاپلی (۲۰۲۰) شده است.